# はた山ハッチのパロ野球ニュース!実名版
はた山ハッチのパロ野球ニュース!実名版（はたやまハッチのパロやきゅうニュース!じつめいばん）は、1993年10月29日にエポック社から発売されたスーパーファミコン（SFC）用ゲームソフトである。開発はアジェンダ。

## 概要
当時、はた山ハッチ（やくみつるの別名義）が竹書房の雑誌『月刊まんがパロ野球ニュース』で連載していた野球4コマ漫画『パロ野球ニュース』のタイトルを冠する形で発売されたゲームソフト。そのため、パッケージ・ゲーム内の随所にはた山のイラストがみられる（全部ではない）。
タイトルロゴには、上記雑誌の当時の題字ロゴ（二代目。1991年頃 - 1994年頃使用）が流用された。
エポック社の他社製ゲーム機向けに出された野球ゲームソフトとしては、「ファミコン野球盤」（ファミリーコンピュータ用ソフト、1989年12月15日にエポック社初の他社製ゲーム機用ソフトとして発売）以来約4年ぶりの発売だった。その後、「野球シミュレーション ポケットプロ野球」（ゲームボーイカラー用ソフト、2000年3月10日発売）まで約6年半発売されなかった。
ゲーム内容としては、「ファミスタシリーズ」に代表されるオーソドックスな野球ゲームとなっている。主なゲームモードは、「オープン戦」「ペナントレース」「バトル野球盤」（後述参照）。登場チームは当時の日本野球機構に属する12球団、オリジナルの2球団（チーム名は「EPOCH-I」「EPOCH-II」）の計14球団。
「ファミコン野球盤」の続編を意識して制作したためか、原作・本作は球団・選手ともに実名である（本作は日本野球機構公認）にもかかわらずタイトルに「実名版」のフレーズが入っている（先述作品は非実名）のみならず、ペナントレースのモードでは、試合や特訓で選手を鍛える・試合の成績に応じた収益金システム・能力向上のための道具を買うとなどRPG風の要素が搭載されている。特訓シーンでは、「ファミコン野球盤」に登場していた、野球ユニフォームに大魔神風鎧をまとった指導者（野球魔神）が登場する。
また、はた山・やく作品には星飛雄馬のパロディネタ以外基本的に存在しない、魔球（消える魔球）を使用することができる。
スーパーマルチタップ（ハドソンから発売されたSFC対応マルチタップ）対応。

### バトル野球盤
「ファミコン野球盤」では、野球盤を名乗っていながら、野球盤を再現したものではなく、あくまでもオーソドックスなコンピュータ野球ゲームであったが、本作では、野球盤を再現した一ゲームモードとして「バトル野球盤」が収録されている。
本作はバーコードバトラーII（BBII）及び周辺機器のバーコードバトラーインターフェースに対応しており、このモードは対応バーコードカードを入力することによって、選手データを読み出して行うゲームモードである。なお、先述の機器・カードがなくても、あらかじめ用意されたキャラクター（BBII本体に付属されたカードと同じキャラクター）で遊ぶことができる。ただし、対人戦しかできない（CPUとの対戦ないしは、CPU同士の対戦=観戦は不可）。

### バーコードカード
BBII・インターフェースは付属していないが、実在12球団及び本作オリジナル2球団専用のバーコードカードが付属されていた（先述のバトル野球盤以外にペナントレースにも対応）。実在12球団専用カードには箱パッケージに描かれたはた山の選手イラストが、オリジナル2球団専用カードには各チームの帽子をかぶったはた山の似顔絵が描かれている。

## はた山（やく）と野球ゲームソフトの関わり
本作発売前後において、はた山は野球ゲームソフトと何らかのかかわりを持っている（いずれも「やくみつる」名義）。
- 本作発売の約半年前、1993年3月発売の「スーパーファミスタ2百科」（小学館刊、書籍コード：ISBN 4091024327 - 『スーパーファミスタ2』の攻略本）のインタビューに登場しており、「（コンピュータゲームとしての）野球ゲームを遊んだことがない」という旨の発言をしていた。その後、妻でアシスタントの畠山利奈子との同作品の対戦企画を行っており、利奈子の方は、ファミスタの熟練者と同記事では紹介している。
- 本作品発売の約4年半後、1998年4月29日発売の『ナムコ公式ガイドブック「ワールドスタジアム2」』（ナムコ〔旧社、後のバンダイナムコゲームス〕刊 - 同社発売の「ワールドスタジアム2」の攻略本）では、日本プロ野球実在12球団・ナムコスターズのデータページにおいて、1コマ漫画を執筆。
- その翌年に当たる1999年〜2000年にかけて発売された、ヘクトの「シミュレーションプロ野球」シリーズ（「〜'99」「〜2000」）では、パッケージイラストを執筆した。